# Eric (Software)
eric ist eine integrierte Entwicklungsumgebung (IDE) für Softwaretechnik.
eric wurde in erster Linie für die Programmiersprache Python geschrieben, unterstützt jedoch auch Ruby und eine Vielzahl weiterer Programmiersprachen.

## Lizenz & Erlösmodell
eric steht unter der GNU General Public License Version 3 oder später und ist somit Freie Software.
eric wird vom Entwickler auf der Website des Projekts kostenlos zum Herunterladen zur Verfügung gestellt. Darüber hinaus ist eric Bestandteil der  Paketmanager vieler GNU/Linux-Distributionen.

## Eigenschaften
eric ist in Python geschrieben und verwendet PyQt und das Qt Toolkit. Die IDE ist (optional) Frontend für verschiedene Programme, so zum Beispiel für das QScintilla editor widget, den Python Language Interpreter, das Refactoring Tool Rope und den Python Profiler. eric stellt einen Projektmanager, einen Editor mit Syntaxhervorhebung, eine Debugging-Funktion, einen IRC-Client und eine Python-Kommandozeile zur Verfügung. Sie unterstützt Modultests sowie die Entwicklung von grafischen Benutzeroberflächen. Es können weiterhin zahlreiche Plug-ins nachgeladen werden, so zum Beispiel Syntaxprüfungen oder Statusanzeigen für Versionsverwaltungssoftware (SVN, CVS).